# Lijst van burgemeesters van Terneuzen
Dit is een lijst van burgemeesters van de Nederlandse gemeente Terneuzen in de provincie Zeeland. Op 1 januari 2003 is de gemeente Terneuzen samengegaan met de gemeenten Axel en Sas van Gent onder de naam Terneuzen.
| Ambtsperiode | Naam burgemeester                          | Leven     | Partij of stroming | Bijzonderheden                                                                                   |
| ------------ | ------------------------------------------ | --------- | ------------------ | ------------------------------------------------------------------------------------------------ |
| 1796 - 1797  | Adriaan de la Fontaine                     | 1766-1832 |                    | agent municipal                                                                                  |
| 1797 - 1798  | Pieter Vermeulen                           | 1740-1828 |                    | agent municpal                                                                                   |
| 1798 - 1799  | Johannis de Feijter                        | 1757-1833 |                    | agent municipal; later lid van de gemeenteraad van Terneuzen                                     |
| 1799 - 1800  | Pieter Leijs                               | 1748-1800 |                    | agent municipal                                                                                  |
| 1800 - 1801  | Pieter Vermeulen                           | 1740-1828 |                    | nu maire                                                                                         |
| 1801 - 1807  | Hendrik Dregmans                           | 1755-1807 |                    | maire                                                                                            |
| 1807 - 1814  | Jan van Laare                              | 1750-1827 |                    | maire                                                                                            |
| 1814 - 1814  | Johannis Klaassen Azn                      | 1749-1835 |                    | burgemeester; tevens gemeenteontvanger van Hoek                                                  |
| 1815 - 1819  | Adriaan de la Fontaine                     | 1766-1832 |                    | was vice-burgemeester, tevens dijkgraaf, later lid van provinciale staten van Zeeland            |
| 1819 - 1851  | Pieter Willem Steenkamp                    | 1791-1861 |                    | tevens notaris en lid van provinciale staten van Zeeland; schoonzoon van Hendrik Dregmans        |
| 1853 - 1865  | Johannes Pieter Dronkers                   | 1824-1896 |                    | tevens advocaat                                                                                  |
| 1865 - 1865  | Arnold Cornlis Gerard Eliza Lucas Bols     | 1821-1865 |                    |                                                                                                  |
| 1865 - 1898  | Johan Adriaan van Boven                    | 1832-1898 |                    | in functie overleden te Terneuzen op 22 november 1898                                            |
| 1899 - 1911  | Johan Adam Pieter Geill                    | 1851-1912 |                    |                                                                                                  |
| 1912 - 1936  | Johannes (Johan) Huizinga                  | 1867-1946 | ARP                |                                                                                                  |
| 1936 - 1941  | mr. Pieter Helenus Wigbold Floris Tellegen | 1895-1977 |                    |                                                                                                  |
| 1943 - 1944  | Gerardus Hendrikus Klomp                   | 1892-1966 | NSB                |                                                                                                  |
| 1945 - 1960  | mr. Pieter Helenus Wigbold Floris Tellegen | 1895-1977 |                    |                                                                                                  |
| 1960 - 1966  | mr. Hedzer Rijpstra                        | 1919-2011 | CHU                | was burgemeester van Smilde, werd burgemeester van Almelo                                        |
| 1966 - 1976  | Johannes Christoffel Aschoff               | 1916-1981 | CHU                | was burgemeester van Rozenburg, werd burgemeester van Barneveld                                  |
| 1976 - 1989  | Carolus (Carel) Ockeloen                   | 1924-1995 | PvdA               |                                                                                                  |
| 1989 - 2003  | drs. Ronny Cerille Elodie (Ron) Barbé      | 1941-2018 | CDA                | eerder raadslid en wethouder van Terneuzen, dijkgraaf en lid van gedeputeerde staten van Zeeland |
| 2003 - 2021  | Jan Arend Hendrik Lonink                   | geb. 1951 | PvdA               | eerder lid van de tweede kamer; was burgemeester van Rijssen-Holten                              |
| 2021 - heden | drs. Erik (H.J.A.) van Merrienboer         | geb. 1966 | PvdA               | eerder lid van gedeputeerde staten van Noord-Brabant                                             |